# Bernt Torberntsson
Bernt Sigurd Torberntsson, född 20 april 1929 i Kungälv, död 30 maj 2017 i Kungälv, var en svensk roddare. Han tävlade för Kungälvs RK.
Torberntsson tävlade i tvåa utan styrman för Sverige vid olympiska sommarspelen 1948 i London. Vid olympiska sommarspelen 1952 i Helsingfors tävlade han också i tvåa utan styrman. I båda mästerskapen tävlade Torberntsson tillsammans med Evert Gunnarsson.
Tillsammans med Evert Gunnarsson tog han även guld i tvåa utan styrman vid Europamästerskapen i rodd 1949 i Amsterdam.